# مسعود كرتس
ولد مسعود كُرتس (بالإنجليزية: Mesut Kurtis)‏ في عام 1981م في مقدونيا لعائلة من أصل تركي،- انتقل إلى بريطانيا في سن صغيرة لاستكمال تحصيله العلمي وقد أبدى منذ صغره أهتمامًا بالأناشيد الإسلامية. وجد نفسه في اتصال مع الموسيقى في سن مبكرة جداً. صوته الرائع أهّله للمشاركة في العديد من الفرق الإنشادية المحلية في مقدونيا، كما كانت له مشاركات خارجية في تركيا وغيرها.
يتميز مسعود كرتس بإتقانه لعدة لغات، وظهر هذا واضحاً في ألبومه الأول ((صلوات)) حيث مزج بين اللغات العربية والفارسية والتركية.
تصنف موسيقاه بأنها مزيج من الأساليب والتأثيرات الشرقية والغربية.

## حياته
عاش مسعود في بيت ملتزم بحيث كان والده وجده وامتداد لأجداده شيوخ، تعلم اللغة العربية في بلده الأصل مقدونيا، وكان جده متقن للغة العربية الفصحى مما ساعد مسعود على أن يتحدث اللغة العربية الفصحى وأصبح يتحدث بها في طلاقة.
ذهب إلى الدراسة في كلية مقدونيا ثم حصل على درجة في العلوم الإنسانية في جامعة امبيتر، وقد أنهى مؤخرًا مقرره التعليمي في الشريعة الإسلامية في إحدى معاهد بريطانيا.

## أعماله

### ألبومات
- أصدر ألبومه الأول «صلوات» (Salawat) عام 2005 يتضمن 8 أغاني شاركه الفنان سامي يوسف في أغنية واحدة.

1. لا إله إلا الله
2. صلوات
3. البردة
4. لا تنسى أبدآ
5. يا إله الكون
6. عليك
7. طلع البدر علينا
8. يا الله (مع سامي يوسف)

- أصدر أيضاً ألبوم «الحبيب» (Beloved) عام 2009 يتضمن 11 أغنية بنسخة أنجليزية وعربية وتركية.

1. الحبيب
2. يا الله
3. افكر بك (مع عرفان مكي)
4. ودي لي سلامي
5. ذكر الله
6. كل نفس نعمة
7. أنتي (الحجاب)
8. بدر المدينة
9. لاتنسى ابدا (مع ماهر زين)
10. أمنياتي للعالم
11. في عمق الليل
12. الحبيب (ريميكس)

- أصدر مسعود كرتس ألبومه الثالث «تبسّم» في يوليو 2014، به 12 أغنية منهم أغنية واحدة بالاشتراك مع ماهر زين

1. روحي فداك
2. تبسم
3. الحمد لله
4. عدناني
5. غار حراء
6. عيد سعيد (بالاشتراك مع ماهر زين)
7. الصلاة والسلام
8. يا من بحالي
9. أحسن الظن بالله (باللغة التركية)
10. فرحة
11. أتيت بذنبي
12. دعاء

- أصدر مسعود كرتس ألبومه الرابع بلغ العلا في مايو 2019، يتضمن 11 أغنية باللغة العربية بالإضافة إلى أغنيتين إضافيتين باللغة التركية

1. حسبنا الله
2. بلغ العلا
3. صل على المصطفى الفياشية بالاشتراك مع علي المغربي
4. لطه أغني
5. الله الله بالاشتراك مع رائف
6. يمم نحو المدينة
7. محمداً ﷺ
8. أحمد يا حبيبي بالاشتراك مع مالك نور
9. صلى الله على محمد
10. طالما أشكو بالاشتراك مع فرقة إنتيم الإندونيسية
11. ما لنا مولى سوى الله
12. Canu Dilde (تركية)
13. Biz Kuran'in Hadimleri (تركية)

- إلهي
- أسماء الله الحسنى

## وصلات خارجية
- الصفحة الرسمية في الفيس بوك
- مسعود كرتس على يوتيوب
- الموقع الرسمي لمسعود كرتس

البوم تبسم 2014